# 曾孝濂
曾孝濂（1939年6月—），生於雲南威信，中國生物繪畫畫家，擅長花鳥畫。他也是中國美術家協會雲南分會會員。

## 生平
1958年，剛從昆明市第一中學毕业的曾孝濂加入中國科學院昆明植物研究所，從事插圖工作。1982年前往北京師範學院美術系進修。1988年至1993年擔任中國植物學會植物科學畫專業委員會主任。1995年成為中國科學院昆明植物研究所研究员级高级工程师。2021年12月，曾孝濂美術館在1999年昆明世界園藝博覽會的巴基斯坦园和越南园舊址開館。

## 作品
曾孝濂為中國植物志、云南植物志、西藏植物志製作插圖，為國家郵政局設計過《杜鵑花》、《杉樹》、《君子蘭》、《百合花》等郵票，除此之外其作品還有日本湧永株式會社出版的《雲南百鳥圖》、北京科學普及出版社出版的《百鳥圖精品選》、人民美術出版社出版的《花之韻》。